# Tammy, das Mädchen vom Hausboot
Tammy, das Mädchen vom Hausboot (Originaltitel: Tammy) ist eine US-amerikanische Sitcom, die aus einer Staffel mit 26 Episoden besteht und vom 17. September 1965 bis zum 11. März 1966 beim Sender ABC ausgestrahlt wurde. Die Titelrolle spielte Debbie Watson. Im deutschsprachigen Raum wurde die Fernsehserie erstmals in Deutschland vom 1. September 1967 bis zum 16. Februar 1968 vom ZDF ausgestrahlt. Die deutsche Fassung des im englischen Original von Debbie Reynolds gesungenen Titelliedes Tammy sang die Schweizer Schlagersängerin Angela.

## Handlung
Die Serie dreht sich um Tammy Tarleton, ein 18-jähriges Mädchen vom Land, das bei ihrer Familie auf einem Hausboot wohnt. Tammy wird als Sekretärin des erfolgreichen Geschäftsmanns John Brent angeheuert. Fortan pendelt sie zwischen zwei Lebensmodellen: Der modernen, wohlhabenden Geschäftswelt ihres Arbeitgebers steht ihr einfaches, traditionelles Leben auf dem Hausboot, auf dem sie mit ihrem Großvater und ihrem Onkel Lucius lebt, gegenüber. Die Nachbarin Lavinia Tate ist mehrfach Tammys Widersacherin, die unter anderem versucht, ihr den Posten bei Brent streitig zu machen, aber auch bestrebt ist, sich das Hausboot der Tarletons und dessen Liegeplatz anzueignen.

## Besetzung und Synchronisation
Die deutsche Synchronisation entstand nach einem Dialogbuch und unter der Dialogregie von Karlheinz Brunnemann durch die Synchronfirma Deutsche Synchron.
| Figur             | Darsteller       | Deutscher Sprecher                                        |
| ----------------- | ---------------- | --------------------------------------------------------- |
| Tammy Tarleton    | Debbie Watson    | Brigitte Grothum (Folge 1) Marianne Lutz (ab Folge 2)     |
| Mordecai Tarleton | Denver Pyle      | Arnold Marquis (Folge 1) Kurt Mühlhardt (ab Folge 2)      |
| Onkel Lucius      | Frank McGrath    | Wolfgang Amerbacher                                       |
| John Brent        | Donald Woods     | Friedrich Schoenfelder                                    |
| Steven Brent      | Jay Sheffield    | Thomas Braut                                              |
| Dwayne Whitt      | George Furth     | Harry Wüstenhagen (Folge 1) Wolfgang Draeger (ab Folge 2) |
| Cletus Tarleton   | Dennis Robertson |                                                           |
| Lavinia Tate      | Dorothy Green    | Gisela Reißmann                                           |
| Gloria Tate       | Linda Marshall   | Renate Küster (Folge 1) Marianne Prenzel (ab Folge 2)     |
| Peter Tate        | David Macklin    | Karlheinz Brunnemann                                      |
| Mrs. Brent        | Doris Packer     |                                                           |

## Hintergrund
Tammy basierte teilweise auf den drei US-amerikanischen Kinofilmen Tammy (1957, mit Debbie Reynolds), Tammy Tell Me True (1961) und Sandra und der Doktor (Tammy and the Doctor, 1963), beide mit Sandra Dee in der Hauptrolle. Die Filme waren Adaptionen des Romans Tammy, das Mädchen vom Mississippi (Tammy Out of Time) von Cid Ricketts Sumner. Die Serie wurde auch von anderen Sitcoms, die auf dem Land spielten, wie The Beverly Hillbillies beeinflusst. Es gibt vor allem Ähnlichkeiten zwischen der Rolle des Jethro Bodine in Beverly Hillbillies und der von Tammys Cousin Cletus Tarleton in Tammy.
Aus vier Fernsehfolgen wurde 1967 der Kinofilm Tammy and the Millionaire zusammengeschnitten, in dem Tammys Cousin Cletus Tarleton nicht vorkommt.
In Deutschland ist die Serie auf DVD erhältlich. Im deutschsprachigen Fernsehen wurde sie zuletzt 1993 auf RTL 2 ausgestrahlt.

## Episodenliste
| Nr. | Deutscher Titel                        | Originaltitel                               | Erstausstrahlung USA | Deutschsprachige Erstausstrahlung (D) | Regie              | Drehbuch                                                                    |
| --- | -------------------------------------- | ------------------------------------------- | -------------------- | ------------------------------------- | ------------------ | --------------------------------------------------------------------------- |
| 1 | Die erste Anstellung                   | Tammy Leaves Home                           | 17. Sep. 1965        | 1. Sep. 1967                          | Sidney Miller      | George Tibbles                                                              |
| Tammy erhält überraschend eine Anstellung als Sekretärin des reichen John Brent. Sie bekommt aber Probleme, als sie dazu gebracht wird, ihre Verwandten vom Hausboot zu einer Party bei der reichen Familie Brent einzuladen.                                                                                          |                                        |                                             |                      |                                       |                    |                                                                             |
| 2 | Wie man Verwandte abwimmelt            | The Aristocratic Tates                      | 24. Sep. 1965        | 8. Sep. 1967                          | Jerry Paris        | George Tibbles                                                              |
| Tammy hilft der wohlhabenden Familie Tate, ihre armen Verwandten loszuwerden, die sich dort einnisten wollen. |                                        |                                             |                      |                                       |                    |                                                                             |
| 3 | An die falsche Adresse                 | Tammy Plays Cupid                           | 1. Okt. 1965         | 15. Sep. 1967                         | Jerry Paris        | George Carleton Brown & Frank Gill Jr.                                      |
| Tammy versucht Romantik in das Leben ihres Großvaters zu bringen, indem sie ihn in zum Vorsitzenden eines historischen Vereines machen lassen will. |                                        |                                             |                      |                                       |                    |                                                                             |
| 4 | Ein Spielchen in Ehren                 | The Poker Game                              | 8. Okt. 1965         | 22. Sep. 1967                         | Gene Nelson        | David Braverman & Robert Marcus                                             |
| Onkel Lucius spielt mit Fremden mit hohen Einsätzen Poker und verspielt dabei das Hausboot, auf dem Tammy und ihre Verwandten leben. |                                        |                                             |                      |                                       |                    |                                                                             |
| 5 | Die große Entdeckung                   | The Tarleton Land Grant                     | 15. Okt. 1965        | 29. Sep. 1967                         | Sidney Miller      | George Tibbles                                                              |
| Lavinia Tate plant, das Land, vor dem die Tarletons mit ihrem Hausboot ankern, wegen Steuerrückständen an sich zu bringen, bis Tammys Großvater eine alte Besitzurkunde dafür findet. |                                        |                                             |                      |                                       |                    |                                                                             |
| 6 | Was die Zukunft bringt                 | Prophet and Loss                            | 22. Okt. 1965        | 6. Okt. 1967                          | Sherman Marks      | Robert V. Barron & Jack Marlowe                                             |
| Lavinia Tates Aktieninvestitionen werden von der Prophezeiung von Tammys Tante Hannah negativ beeinflusst, weil sie aus Verlustängsten vorzeitig ihre Aktien verkauft. |                                        |                                             |                      |                                       |                    |                                                                             |
| 7 | Der erfolgreiche Stil                  | Will the Real Dwayne Whitt Please Stand Up? | 29. Okt. 1965        | 13. Okt. 1967                         | Sherman Marks      | Gail Ingram & Ben Starr Idee: Ben Starr                                     |
| Mit Unterstützung von Tammy erhält der junge Bauernsohn und erfolglose Schriftsteller Dwayne Whitt einen Auftrag zum Schreiben einer Kurzgeschichte und verbringt die Wochenenden auf dem Hausboot, um die authentische ländlichderbe Sprache zu verinnerlichen, die sich der Verleger für die Kurzgeschichte wünscht. |                                        |                                             |                      |                                       |                    |                                                                             |
| 8 | Das Wundermittel                       | Still Waters                                | 5. Nov. 1965         | 20. Okt. 1967                         | Tom Montgomery     | Paul David & John L. Greene                                                 |
| Tammys Onkel Cully ist zu Besuch und erhält einen Job als Gärtner bei John Brent. Mit schwarzgebranntem Schnaps erreicht er, dass die Rosen besonders schön blühlen. Als Lavinia Tate dieses Wundermittel für Rosen von ihm erhält, findet der Sheriff heraus, dass es sich um Schnaps handelt.                        |                                        |                                             |                      |                                       |                    |                                                                             |
| 9 | Benehmen ist Glückssache               | Mind Your Manners                           | 12. Nov. 1965        | 27. Okt. 1967                         | Sherman Marks      | George Carleton Brown, Dorothy Cooper & Frank Gill Jr. Idee: Dorothy Cooper |
| Als Lavinia Tate erfährt, dass Tammy eine Überraschungsparty für John Brent organisiert hat, versucht sie die Rolle der Gastgeberin zu übernehmen, doch Tammy kann trotzdem ihr selbst zubereites Essen auftischen lassen.                                                                                             |                                        |                                             |                      |                                       |                    |                                                                             |
| 10 | Schatten der Vergangenheit             | Grandpa’s Old Flame                         | 19. Nov. 1965        | 3. Nov. 1967                          | Ezra Stone         | Gene Thompson                                                               |
| Tammys Großvater erfährt, dass seine frühere Verlobte ihn unter dem Eindruck besuchen will, dass er reich sei, was er ihr brieflich geschrieben hatte. |                                        |                                             |                      |                                       |                    |                                                                             |
| 11 | Des Widerspenstigen Zähmung            | The Riverfyin’ of Billy Joe Morgan          | 26. Nov. 1965        | 10. Nov. 1967                         | Leslie Goodwins    | Sam Locke & Joel Rapp                                                       |
| Tammy und Steven Brent sind dafür zuständig, sich um einen widerspenstigen armen Jungen zu kümmern, der im Haus der Brents untergekommen ist. |                                        |                                             |                      |                                       |                    |                                                                             |
| 12 | Großvater im Zwielicht                 | Grandpa’s Secret Love                       | 3. Dez. 1965         | 17. Nov. 1967                         | —                  | —                                                                           |
| Da der verletzte Hund Dalila, den Tammys Großvaters gesund pflegt, ein Geheimnis ist, denken John Brent und Dwayne Whitt, dass seine Zuneigung für ein hübsches Mädchen bestimmt ist, das auf das Hausboot gezogen ist.                                                                                                |                                        |                                             |                      |                                       |                    |                                                                             |
| 13 | Die Luftgeschäfte des Herrn Nichtsnutz | Cletus Comes Callin’                        | 10. Dez. 1965        | 24. Nov. 1967                         | —                  | —                                                                           |
| Der Fremde, den Tammys Opa aus dem Fluss rettet, entpuppt sich als Tammys Cousin Cletus. |                                        |                                             |                      |                                       |                    |                                                                             |
| 14 | Ein Prachtstück fürs Museum            | The Enoch Bowl                              | 17. Dez. 1965        | 1. Dez. 1967                          | Sherman Marks      | William Raynor & Myles Wilder Idee: Stuart Jerome                           |
| Das Tarleton-Maultier hört auf zu fressen, als ein Antikensammler seinen Fressnapf mitnimmt. |                                        |                                             |                      |                                       |                    |                                                                             |
| 15 | Hochzeit machen, das ist wunderschön   | A Severe Case of Matrimony                  | 24. Dez. 1965        | 8. Dez. 1967                          | —                  | —                                                                           |
| Lavinia Tate versucht ihre hübsche Cousine dazu zu benutzen, um Tammy wie einen leichtfertigen Backfisch erscheinen zu lassen und ihre eigene Tochter an Stelle von Tammy als persönliche Sekretärin von John Brent unterzubringen.                                                                                    |                                        |                                             |                      |                                       |                    |                                                                             |
| 16 | Geld macht Freude                      | T’ Know Me Is T’ Love Me                    | 31. Dez. 1965        | 15. Dez. 1967                         | —                  | —                                                                           |
| Cletus entdeckt, dass Erdöl aus dem Boden des Grundstücks der Tarletons sickert und prophezeit, dass alle Familienmitglieder Millionäre sein werden. |                                        |                                             |                      |                                       |                    |                                                                             |
| 17 | Für Esel Parken verboten?              | The Law and Mr. Tarleton                    | 7. Jan. 1966         | 22. Dez. 1967                         | —                  | —                                                                           |
| Amos Potts erteilt dem Tarleton-Maultier ein Knöllchen für illegales Parken. |                                        |                                             |                      |                                       |                    |                                                                             |
| 18 | Beinahe verheiratet                    | Lavinia’s Wedding Day                       | 14. Jan. 1966        | 29. Dez. 1967                         | —                  | —                                                                           |
| Tammy und Cletus arrangieren Lavinias Hochzeit mit dem falschen Bräutigam. |                                        |                                             |                      |                                       |                    |                                                                             |
| 19 | Wettkampf um „Zarte Rose“              | Two For Tee Pee                             | 21. Jan. 1966        | 5. Jan. 1968                          | —                  | —                                                                           |
| Ein Indianerhäuptling kommt zu Besuch, um Cletus dazu zu bringen, sein Versprechen zu halten und seine Tochter zu heiraten. |                                        |                                             |                      |                                       |                    |                                                                             |
| 20 | Rauh, aber treffend                    | Blue Nose, Wet Nose                         | 28. Jan. 1966        | 12. Jan. 1968                         | —                  | —                                                                           |
| Lavinia Tate versucht alles, um ihren unerzogenen Pudel bei der Gehorsamsprüfung der Hundeausstellung gegen alle anderen Hunde siegen zu lassen. Tammys Großvater trainiert ihn mit derben Kommandos, sodass er aufs Wort gehorcht.                                                                                    |                                        |                                             |                      |                                       |                    |                                                                             |
| 21 | Der Kampf mit dem Riesenfisch          | The Monster From Catfish Bend               | 4. Feb. 1966         | 19. Jan. 1968                         | —                  | —                                                                           |
| Cousin Cletus strengt sich an, um Lukas, einen über 40 Jahre alten und 300 Pfund schweren Wels, an Land zu ziehen. |                                        |                                             |                      |                                       |                    |                                                                             |
| 22 | Herr Lehrer in Nöten                   | Larnin’ Works Wonders                       | 11. Feb. 1966        | 26. Jan. 1968                         | —                  | —                                                                           |
| Um seine Lehrerlaubnis zu behalten, hält Dwayne Whitt Unterrichtsstunden auf Opas Hausboot. |                                        |                                             |                      |                                       |                    |                                                                             |
| 23 | Die Reise nach Paris                   | Tammy Goes to Paris                         | 18. Feb. 1966        | 2. Feb. 1968                          | —                  | —                                                                           |
| Lavinia Tate und Tammy fliegen zusammen mit John Brent nach Paris. |                                        |                                             |                      |                                       |                    |                                                                             |
| 24 | In der Hauptrolle: Tammy               | The Cinemazation of Tammy Parker            | 25. Feb. 1966        | 9. Feb. 1968                          | Charles R. Rondeau | Sam Locke & Joel Rapp                                                       |
| Tammy wird für einen Fernsehwerbespot ausgewählt, aber Lavinia Tate sabotiert den Filmdreh, indem sie Cletus manipuliert. |                                        |                                             |                      |                                       |                    |                                                                             |
| 25 | Onkel Lucius kommt zurück              | Uncle Lucius Returns                        | 4. März 1966         | 16. Feb. 1968                         | —                  | —                                                                           |
| Tammys Großvater und sein Bruder Lucius streiten sich erbittert bei ihrem Wiedersehen, weil Lucius sich aus Geldmangel als Fracht in einer Kiste befördern ließ, um die Reisekosten zu sparen. Die Frachtkosten soll Tammys Opa nun bezahlen.                                                                          |                                        |                                             |                      |                                       |                    |                                                                             |
| 26 | Geschäft ist Geschäft                  | Uncle Lucius, the Business Man              | 11. März 1966        | 2. Jan. 1968                          | —                  | —                                                                           |
| Die Tarletons nehmen mit Beulah, einer Kuh, die nur Milch gibt, wenn Onkel Lucius ihr Lieblingslied singt, an einem Melkwettbewerb teil. |                                        |                                             |                      |                                       |                    |                                                                             |